# Tarallo
Il tarallo o tarallino è un prodotto da forno tipico dell'Italia meridionale. Ha origini antiche: ritrovamenti di resti carbonizzati risalenti all'epoca Messapica sono stati rinvenuti ad Oria (BR) negli anni '70 presso il santuario di Monte Papalucio.

## Caratteristiche
Il prodotto assume numerose varianti dettate dalla zona di produzione. Principalmente si tratta di un anello di pasta non lievitata cotto in forno. L'impasto base è composto di farina, acqua o vino bianco, olio e sale a cui vengono talora aggiunta degli ingredienti per insaporirlo, come ad esempio i semi di finocchio.
Varianti particolari sono le scaldatielle, tipiche della Puglia, e i biscotti salati all'anice, che hanno un impasto simile ma dimensioni e forme differenti (un cerchio le prime, un 8 i secondi) ed una cottura diversa e peculiare.

## Riconoscimenti
I taralli e loro varianti sono riconosciuti prodotti agroalimentari tradizionali italiani dalle seguenti regioni:

### Basilicata
- Tarallini ai semi di finocchio
- Tarallini ai peperoni cruschi
- Tarallini al mischiglio
- Taralli al farro
- Taralli alle olive
- Taralli allo zucchero
- Taralli all'aviglianese glassati (molto più grandi dei soliti)

### Calabria
- Taralli bianchi
- Taralli morbidi
- Tarallini ai semi di anice
- Tarallini ai semi di finocchio
- Tarallini al peperoncino

### Campania
- Taralli intrecciati
- Tarallini al vino
- Tarallo con le mandorle
- Tarallo con l'uovo
- Tarallo di Agerola
- Tarallo sugna e pepe
- Tarallucci al naspro
- Tarallo di San Lorenzello[2]
- 'nfrennula di Sant'Agata de' Goti[3]

### Lazio
- Taralli

### Molise

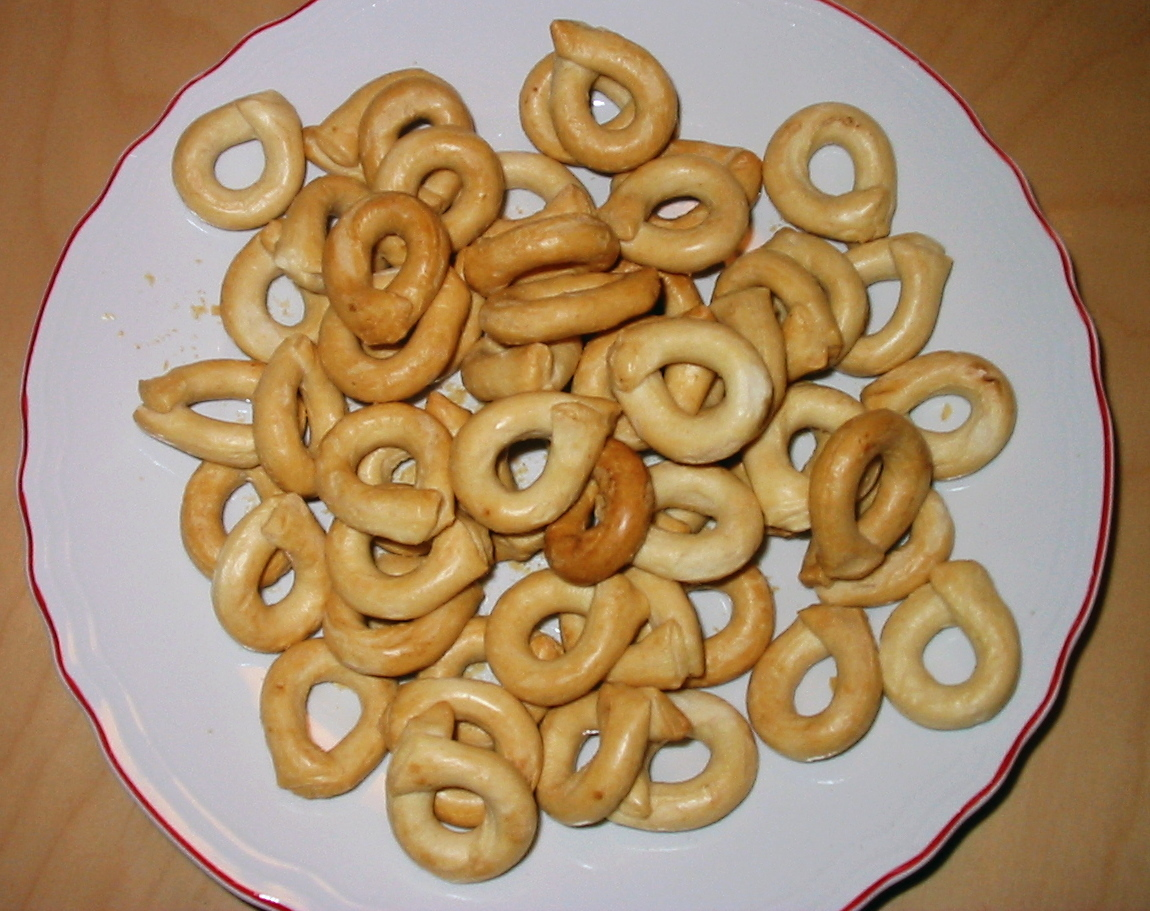
Tarallini

- Taralli con semi di finocchio
- Taralli dolci nasprati

### Puglia
- Taralli neri con vincotto
- Taralli con zucchero
- Taralli al cioccolato
- Taralli con albume d'uovo
- Taralli alla pizzaiola
- Taralli ai semi di finocchio
- Taralli al capocollo
- Taralli alla cipolla
- Taralli al calzone
- Taralli al peperoncino
- Taralli alle patate e rosmarino
- Taralli di grano arso

### Sicilia
- Taralli